# كأس السوبر الإسباني 1992
كأس السوبر الإسباني 1992 النسخة الثامنة لنهائيات كأس السوبر الإسباني وجمعت بطل الدوري الإسباني موسم 1991-92 برشلونة وبطل كأس إسبانيا موسم 1991- 92 أتلتيكو مدريد ، أُقيمت من مباراتي ذهاب وإياب خريف عام 1992، وحقق برشلونة اللقب بعد فوزة بكلا المباراتين وبمجموع المباراتين 5-2 .

## التفاصيل

### مباراة الذهاب
| برشلونة                                                      | 3–1 | أتلتيكو مدريد                              |
| ------------------------------------------------------------ | --- | ------------------------------------------ |
| خوليو ساليناس 64' · بيغريستين 73 ،85' · المدرب · يوهان كرويف |     | باتكسي فيريرا 16' · المدرب · لويس أراغونيس |

### مباراة الإياب
| أتلتيكو مدريد                       | 1–2 | برشلونة                                              |
| ----------------------------------- | --- | ---------------------------------------------------- |
| مانولو 30' · المدرب · لويس أراغونيس |     | بيغريستين 21' · ستويتشكوف 57' · المدرب · يوهان كرويف |